# 200 mètres masculin aux Jeux olympiques d'été de 1980 (athlétisme)
Navigation
Montréal 1976 Los Angeles 1984
L'épreuve du 200 mètres masculin aux Jeux olympiques de 1980 s'est déroulée les 27 et 28 juillet 1980 au Stade Loujniki de Moscou, en URSS. Elle a été remportée par l'Italien Pietro Mennea dans le temps de 20 s 19.

## Résultats

### Finale
| Rang               | Athlète        | Pays               | Temps   |
| ------------------ | -------------- | ------------------ | ------- |
| Médaille d'or      | Pietro Mennea  | Italie             | 20 s 19 |
| Médaille d'argent  | Allan Wells    | Royaume-Uni        | 20 s 21 |
| Médaille de bronze | Don Quarrie    | Jamaïque           | 20 s 29 |
| 4                  | Silvio Leonard | Cuba               | 20 s 30 |
| 5                  | Bernhard Hoff  | Allemagne de l'Est | 20 s 50 |
| 6                  | Leszek Dunecki | Pologne            | 20 s 68 |
| 7                  | Marian Woronin | Pologne            | 20 s 81 |
| 8                  | Osvaldo Lara   | Cuba               | 21 s 19 |

## Légende
Records et Performances
- AR : Record continental (area record)
- CR : Record des championnats (championship record)
- MR : Record du meeting (meet record)
- NR : Record national (national record)
- OR : Record olympique (olympic record)
- PR : Record paralympique (paralympic record)
- PB : Record personnel (personal best)
- SB : Meilleure performance personnelle de la saison (season's best)
- WL : Meilleure performance mondiale de l'année (world leader)
- WJR : Record du monde junior (world junior record)
- WR : Record du monde (world record)

Circonstances et Conditions
- DNF : N'a pas terminé (did not finish)
- DNS : N'a pas pris le départ (did not start)
- DQ : Disqualification (disqualification)
- NM : Aucun essai valable enregistré (No Mark)
- Q : Qualifié « directement » au prochain tour (ou à la prochaine compétition), lors d'une compétition majeure, grâce au classement ou à la réalisation des minima (automatic qualifier)
- q : Qualifié au prochain tour (ou à la prochaine compétition), lors d'une compétition majeure, grâce au repêchage ou à la réalisation de l'une des meilleures performances parmi celles des « non qualifiés directement » (grâce au meilleur temps ou à la meilleure distance par exemple) (secondary qualifier)